# Општина Дарманешти (Арђеш)
Дарманешти (рум. Dărmăneşti) општина је у Румунији у округу Арђеш.
Oпштина се налази на надморској висини од 333 m.